# Polystachya alpina
Espèce
Synonymes
- Dendrorchis alpina (Lindl.) Kuntze[1]
- Dendrorkis alpina (Lindl.) Kuntze[1]
- Polystachya preussii Kraenzl.[1]
- Polystachya talbotii Rolfe[1]
- Polystachya winkleri Schltr.[1]
- Unguiculabia alpina (Lindl.) Szlach. & Mytnik[1]

Polystachya alpina Lindl. est une espèce de plantes à fleurs de la famille des Orchidaceae et du genre Polystachya, présente en Afrique tropicale sur la ligne montagneuse du Cameroun.

## Description

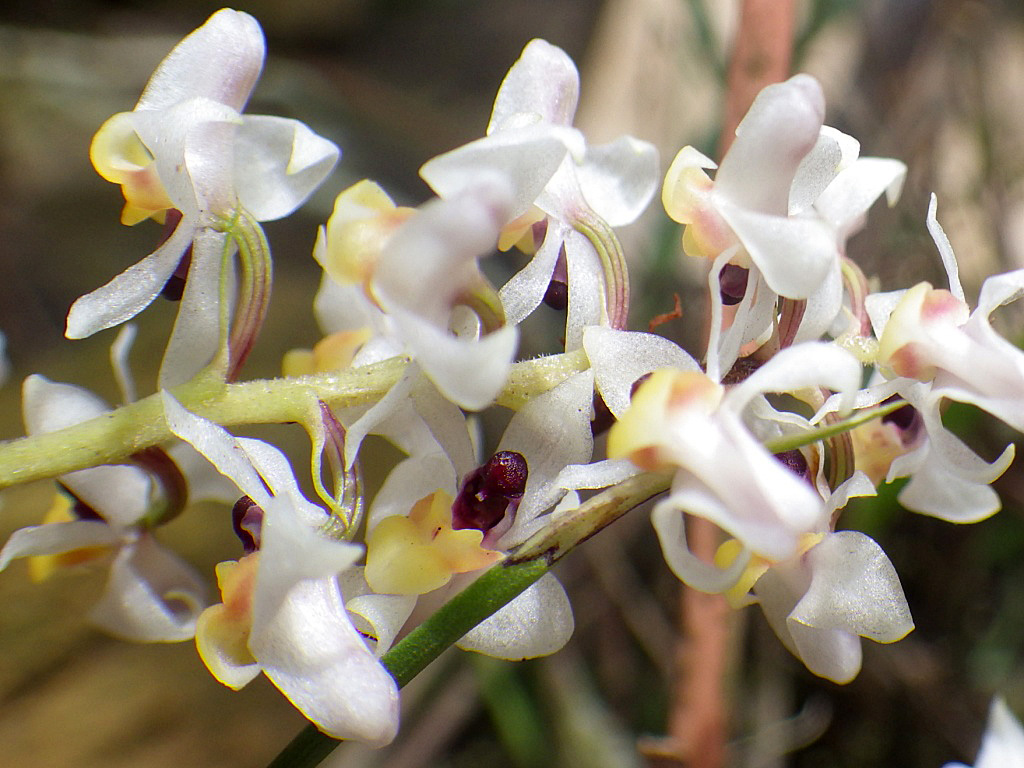
Inflorescence.

Polystachya alpina est une herbe épiphyte avec des fleurs blanches ou roses. Elle peut atteindre 20 cm de hauteur. Son pseudobulbe atteint 7,5 cm de longueur, avec un diamètre de 0,7 cm.

## Distribution
C'est une plante subendémique, commune, présente sur trois aires disjointes, principalement au Cameroun dans six régions (Nord-Ouest, Ouest, Centre, Sud-Ouest, Littoral, Sud), également au Nigeria et en Guinée équatoriale (Bioko).